# Natan Jurkovitz
Natan Jurkovitz (* 4. April 1995 in Poitiers) ist ein schweizerisch-französischer Basketballspieler.

## Laufbahn
Seine Eltern Inès und Jean-Marc bestritten beide jeweils mehr als 200 Länderspiele für die französische Volleyball-Nationalmannschaft.
In der Saison 2012/13 spielte er an der Lake Oswego High School im US-Bundesstaat Oregon und dann bis 2015 bei Villars Baskets in der Nationalliga B, im Sommer 2015 wechselte Jurkevitz zu Fribourg Olympic in die Nationalliga A. 2016 wurde er mit der Mannschaft Schweizer Meister, in der Saison 2017/18 gewann er mit den Freiburgern die Meisterschaft, den nationalen Cupbewerb und den Ligacup. Im Herbst 2018 war Jurkovitz mit 18 Punkten, 8 Rebounds und 6 Korbvorlagen im Rückspiel der dritten Ausscheidungsrunde gegen den türkischen Vertreter Sakarya Büyükşehir massgeblich daran beteiligt, dass Freiburg in die Gruppenphase der Champions League einzog. Diese Qualifikation wurde als grosser Erfolg in der Schweizer Basketballgeschichte eingestuft. Im Anschluss an das Spieljahr 2019/20, in dem er durchschnittlich 12,1 Punkte sowie 5,9 Rebounds und 4,1 Korbvorlagen je Begegnung erzielt hatte, wurde Jurkovitz vom Fachportal eurobasket.com als bester einheimischer Spieler der Saison in der Schweizer Liga ausgezeichnet.
Zur Saison 2020/21 einigte er sich mit den Lions de Genève auf einen Wechsel, nutzte aber im August 2020 eine vereinbarte Ausstiegsklausel, um den Vertrag aufzuheben und ein Angebot von Hapoel Beer Scheva (erste Liga Israel) anzunehmen. Im März 2021 kehrte er in die Schweiz zurück und verstärkte die Lions de Genève. Im Sommer 2021 ging er erneut zu Fribourg Olympic. Mit der Mannschaft gewann er im Spieljahr 2021/22 die Schweizer Meisterschaft, wurde als bester Spieler der Endrunde ausgezeichnet, holte in derselben Saison ebenfalls den Sieg im Schweizer Cupwettbewerb, den Sieg im Ligacup sowie im Supercup. Jurkovitz gewann in der Saison 2022/23 mit Fribourg wieder den Schweizer Meistertitel sowie den Pokalwettbewerb. Im Spieljahr 2023/24 kamen drei weitere Titel für Jurkovitz und Fribourg hinzu: Schweizer Meisterschaft, Sieg im Pokalwettbewerb und im Ligapokal.

### Nationalmannschaft
2017 wurde er in die Schweizer Herrennationalmannschaft berufen und nahm mit dieser an Spielen der EM-Qualifikation teil. Im selben Jahr vertrat er die Farben der Schweiz als Mitglied der Nationalmannschaft in der Basketball-Variante 3 gegen 3.